# 花巻空港

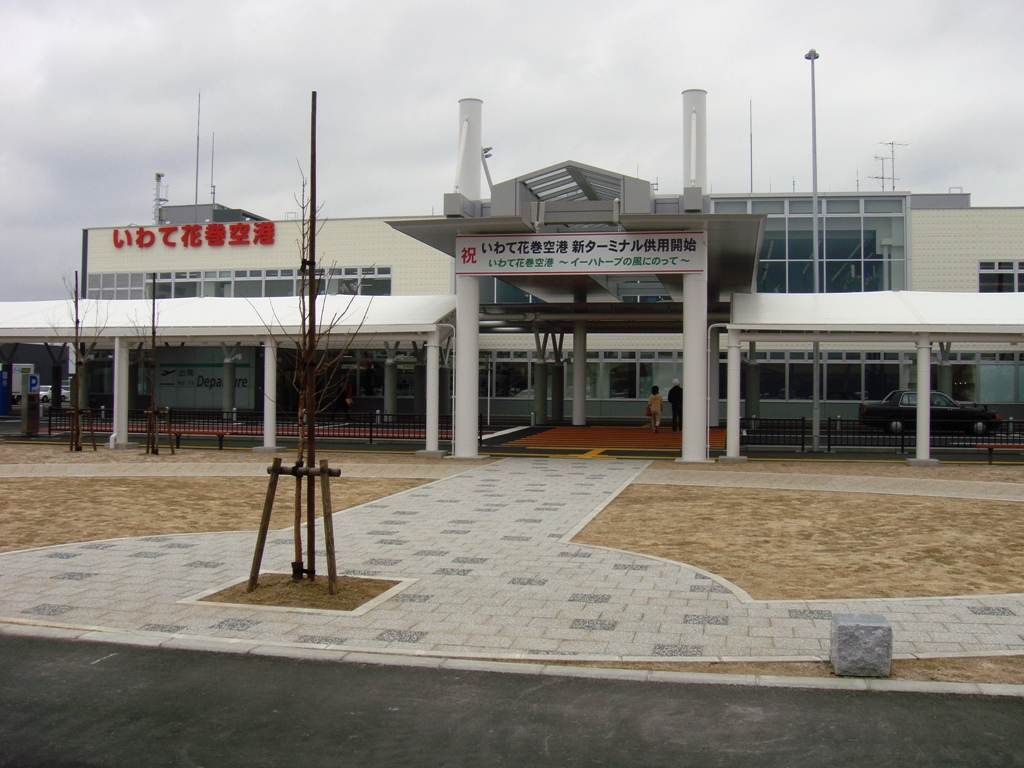
開業直後のターミナルビル

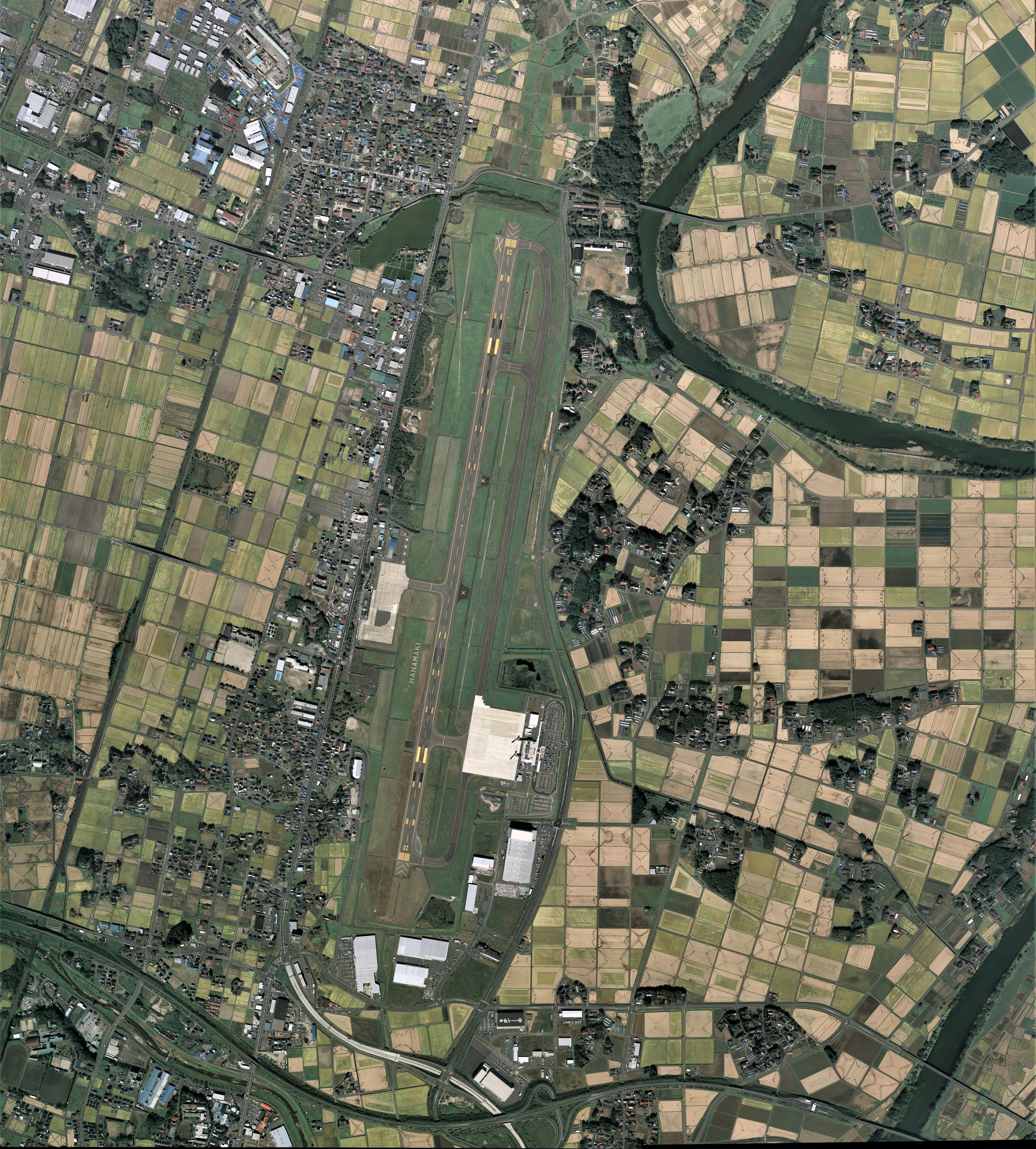
2011年撮影の花巻空港の空中写真。
。2011年撮影の14枚を合成作成。

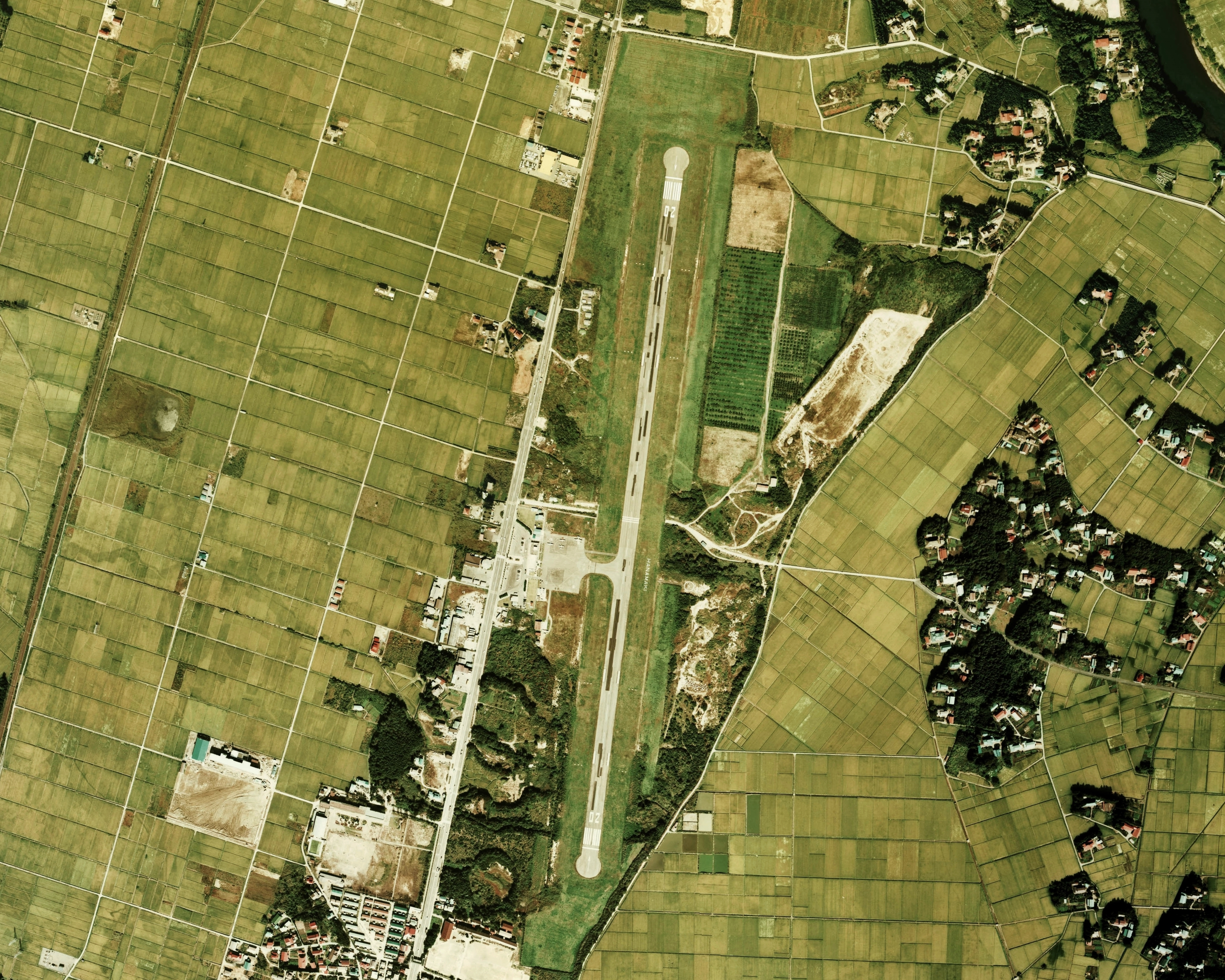
1976年に撮影された、花巻空港の空中写真。
当時の滑走路延長は1,200メートル。
。1976年撮影の4枚を合成作成。

花巻空港（はなまきくうこう）は、岩手県花巻市にある地方管理空港である。いわて花巻空港の愛称がある。面積は1,722,278 m2。

## 概要
花巻空港は花巻市中心部より約4 km（バスで約15分）の北上盆地内にあり、岩手県の中央からやや南西に位置する。周辺には東北新幹線 新花巻駅があり、県央部の一大交通拠点地域を形成している。岩手県で唯一の空港であり、岩手の空の玄関口を担っている。
滑走路は02/20方向に2,500 mである。平行誘導路の整備は2004年に県の財政難により休止されていたが、2009年度より事業再開となった。震災後の2011年6月に平泉の世界文化遺産登録が決定し、これに合わせて工事が進められ、同年7月28日から供用開始した。これに伴い、滑走路両端にあったターニングパッドは撤去されている。計器着陸に対応しており、計器着陸装置 (ILS) は滑走路20にカテゴリIが設置されている。
空港ターミナルビルは長らく滑走路西側にあったが、2009年に滑走路東側に新棟がオープンした。内部は国内線・国際線の設備がある。ボーディング・ブリッジは3基を備える。
空港ターミナルビル（新ターミナルビル）に隣接するエプロンには大型ジェット機用1バース、中型ジェット用1バース、小型ジェット用2バース、プロペラ機用1バースがあり、ほかに小型機用のスポットも有する。なお、岩手県防災航空隊、岩手県警察航空隊の基地、その他民間会社は旧ターミナル側一角のスポットをそのまま使っている。仙台空港から飛来する航空大学校の訓練機も同様に旧ターミナル側を使う。管制塔および気象台も旧ターミナル側敷地にある建物を利用している。航空管制は国土交通省東京航空局管轄で、航空管制運航情報官を配置するレディオ空港での運用となっている。ターミナル空域管制（白神進入管制区）が導入されている。

## 統計

### 利用者数
元のウィキデータクエリを参照してください.

年間利用客数は2010年頃は減少傾向にあり、名古屋線が運休した2010年度は30万人を割ったものの、FDAの就航による名古屋線の運航再開や日本航空の増便、国際定期便の就航などで、2018年度は約48万人まで回復した。
| 年度                   | 国際線 | 国内線  | 合計    |
| ---------------------- | ------ | ------- | ------- |
| 2004年度（平成16年度） | 13,903 | 470,557 | 484,460 |
| 2005年度（平成17年度） | 19,303 | 478,031 | 497,334 |
| 2006年度（平成18年度） | 11,590 | 434,036 | 445,626 |
| 2007年度（平成19年度） | 15,228 | 386,322 | 401,550 |
| 2008年度（平成20年度） | 11,416 | 349,769 | 361,185 |
| 2009年度（平成21年度） | 10,409 | 356,512 | 366,921 |
| 2010年度（平成22年度） | 6,019  | 246,201 | 252,220 |
| 2011年度（平成23年度） | 3,155  | 299,346 | 302,501 |
| 2012年度（平成24年度） | 7,270  | 326,133 | 333,403 |
| 2013年度（平成25年度） | 10,459 | 371,822 | 382,281 |
| 2014年度（平成26年度） | 14,423 | 382,543 | 396,966 |
| 2015年度（平成27年度） | 6,064  | 393,362 | 399,426 |
| 2016年度（平成28年度） | 5,498  | 417,552 | 423,050 |
| 2017年度（平成29年度） | 19,953 | 427,107 | 447,060 |
| 2018年度（平成30年度） | 33,204 | 455,012 | 488,216 |
| 2019年度（令和元年度） | 43,412 | 447,768 | 491,180 |
| 2020年度（令和2年度）  | 0      | 143,212 | 143,212 |
| 2021年度（令和3年度）  | 0      | 208,783 | 208,783 |
| 2022年度（令和4年度）  | 0      | 385,774 | 385,774 |

## 歴史
- 1961年（昭和36年） - 空港整備事業を開始。
- 1964年（昭和39年）2月15日 - 滑走路長1,200 mでの空港供用を開始[1][8][9]。東京国際空港線を開設（1985年7月1日に休止[10]）。
- 1981年（昭和56年）6月8日 - ターミナルビルを運営する「岩手県空港ターミナルビル」が設立[11]。
- 1983年（昭和58年） - 滑走路を2,000 mに延伸[12]。同年3月1日より併用開始[12][13]。
- 1985年（昭和60年）2月9日 - 東亜国内航空のDC-9型旅客機 235便 (JA8441) が、着陸後に滑走路を逸脱して機体を中破（負傷者なし）。
- 1993年（平成5年）4月18日 - 日本エアシステムのDC-9型旅客機 451便 (JA8448) が、着陸に失敗し炎上（負傷者58人）。※詳しくは、日本エアシステム451便着陸失敗事故を参照。
- 1997年（平成9年）12月27日 - 新潟空港線を開設（2001年に休止[8]）。
- 1999年（平成11年）11月26日 - 滑走路の2,500 m延伸が認可[14]。
- 2000年（平成12年）4月19日 - 初の国際チャーター便が着陸（台湾発・エバー航空）。岩手・青森・秋田県が約2年間かけチャーター便の誘致活動を行っていた[15]。
- 2005年（平成17年）
  - 2月17日 - 名古屋空港線が中部国際空港線に変更（2010年5月5日を以って休止）。
  - 3月15日 - 愛称「いわて花巻空港」、キャッチフレーズ「イーハートーブの風にのって」が決定[16]。JALは旅客案内における表記を「いわて花巻空港」に変更。
  - 3月17日 - 滑走路を2,500 mに延伸[17]。
  - 4月1日 - 空港管理事務所と空港建設事務所を統合し「花巻空港事務所」となる[18]。
- 2009年（平成21年）
  - 4月9日 - ターミナルビルを、滑走路の東側に移転し供用開始[8]。
  - 4月20日 - 松任谷由実を招き、「緑の町に舞い降りて」歌詞レリーフの除幕式を実施[19]。翌日より、「緑の町に舞い降りて-Ode of Morioka-」をイメージソングとして起用。
  - 10月22日 - フジドリームエアラインズ (FDA) が初のチャーター便を運航。
- 2010年（平成22年）4月18日 - 新ターミナルビル完成ならびにイメージソング決定一周年を記念して、多目的広場に「ユーミンのりんごの樹」の植樹を実施。

- 2011年（平成23年）

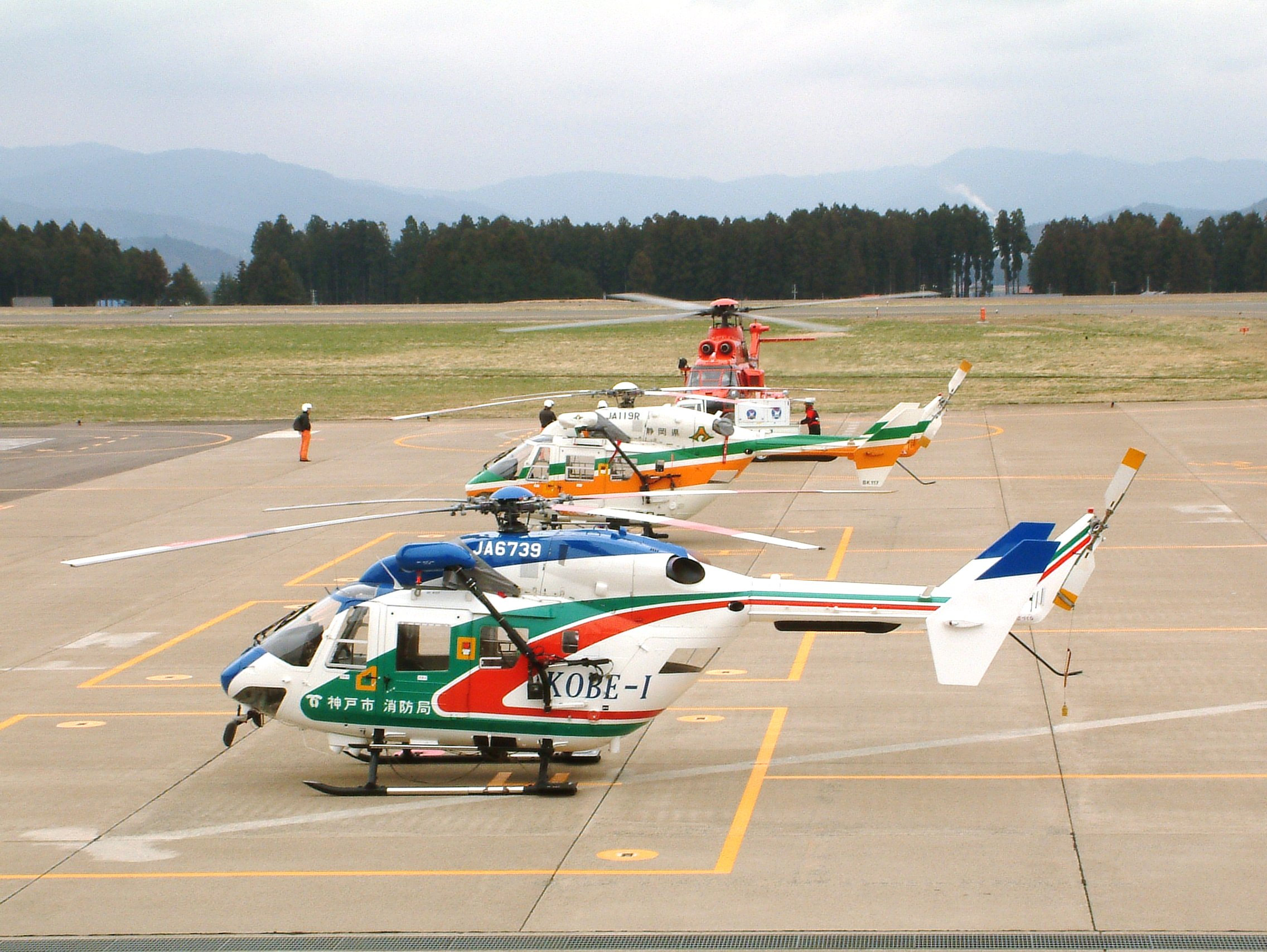
飛来した消防防災ヘリコプター

  - 3月11日 - 東北地方太平洋沖地震により、空港ターミナルビルの2階天井が落下[20]。空港を閉鎖したことに伴い民間定期便が休止したが、各県の防災ヘリが使用開始。
  - 3月14日 - 緊急物資輸送のため24時間運用を開始。
  - 3月16日 - 民間航空便を再開。26年ぶりに東京国際空港便が臨時便として当分の間開設。
  - 3月17日 - 空港ターミナルビルの暫定的な使用を再開[20]。
  - 4月1日 - 運用時間を通常より3時間延長（7時から21時30分）に変更[20][21]。
  - 7月28日 - 平行誘導路とターミナル増築部分の供用を開始。
- 2014年（平成26年）
  - 4月17日 - チャイナエアラインによる国際定期チャーター便（花巻 - 台北）が就航。
- 2018年（平成30年）8月1日 - タイガーエア台湾による国際定期便（花巻 - 台北）が就航。
- 2019年（平成31年・令和元年）
  - 1月30日 - 中国東方航空による国際定期便（花巻 - 上海浦東）が就航。
  - 7月1日 - 税関空港に指定[22]。
- 2020年（令和2年）5月18日 - 新型コロナウイルス感染症拡大の影響により定期便が全便運休。FDAは6月1日から[23]、JALは6月15日からそれぞれ再開[24]。
- 2022年（令和4年）3月17日 - 同年3月16日に発生した福島県沖地震による福島駅 - 白石蔵王駅間での東北新幹線の脱線とそれに伴う東京駅 - 盛岡駅間の運転見合わせを受け、日本航空による東京国際空港発着の臨時便が運航（同年4月17日まで）[25][26][27]。
- 2024年（令和6年）4月18日 - ターミナル空域管制（白神進入管制区）が導入される。[28]

## 施設

### ターミナルビル
空港ターミナルビルは地上3階建てである。自治体および運航会社などが出資した「岩手県空港ターミナルビル」が運営している。
旧ターミナルビルが狭隘となり、混雑時や国際線のチャーター便の対応が難しくなったことから、滑走路東側に大型旅客機の乗り入れにも対応した新しいターミナルビルの建設が計画された。しかし、岩手県の財政難や利用者の減少のため、当初は2007年だった新ターミナルビル完成は2年延期された上、建物や敷地の規模も縮小されたのち、2009年4月9日に供用を開始した。なお、ターミナルビルは国道4号に面していた旧ターミナルのように幹線道路と直結していない立地であったため、幹線道路とのアクセスを担う県道も同時に整備されている。
1階
- 航空会社カウンター（JAL・FDA）
- 到着ロビー（国内線・国際線）
- hana AIRPORT SHOP&CAFE（売店・喫茶コーナー）[2]
- レンタカー窓口
- 花巻警察署花巻空港空港警備派出所

2階
- 出発ロビー
  - 松任谷由実直筆の「緑の町に舞い降りて」歌詞レリーフを設置している[19][30]。
- 搭乗待合室（国内線・国際線）
- 免税店・入国審査場・出国審査場
- いわて花巻大食堂（レストラン）[31]
- 宮澤商店コーヒーショップ（保安検査場内）
- 売店（宮澤商店・赤沼商店）
- 応接室「銀河ルーム」（VIP待合室）、会議室
- 岩手県空港ターミナルビル事務所、岩手県花巻空港事務所分室

3階
- 送迎デッキ（無料）、キッズコーナー
- 多目的広場
  - 「ユーミンのりんごの樹」としてふじとシナノゴールドが植林され、木の間には松任谷由実からのメッセージが書かれた説明板も設置している。

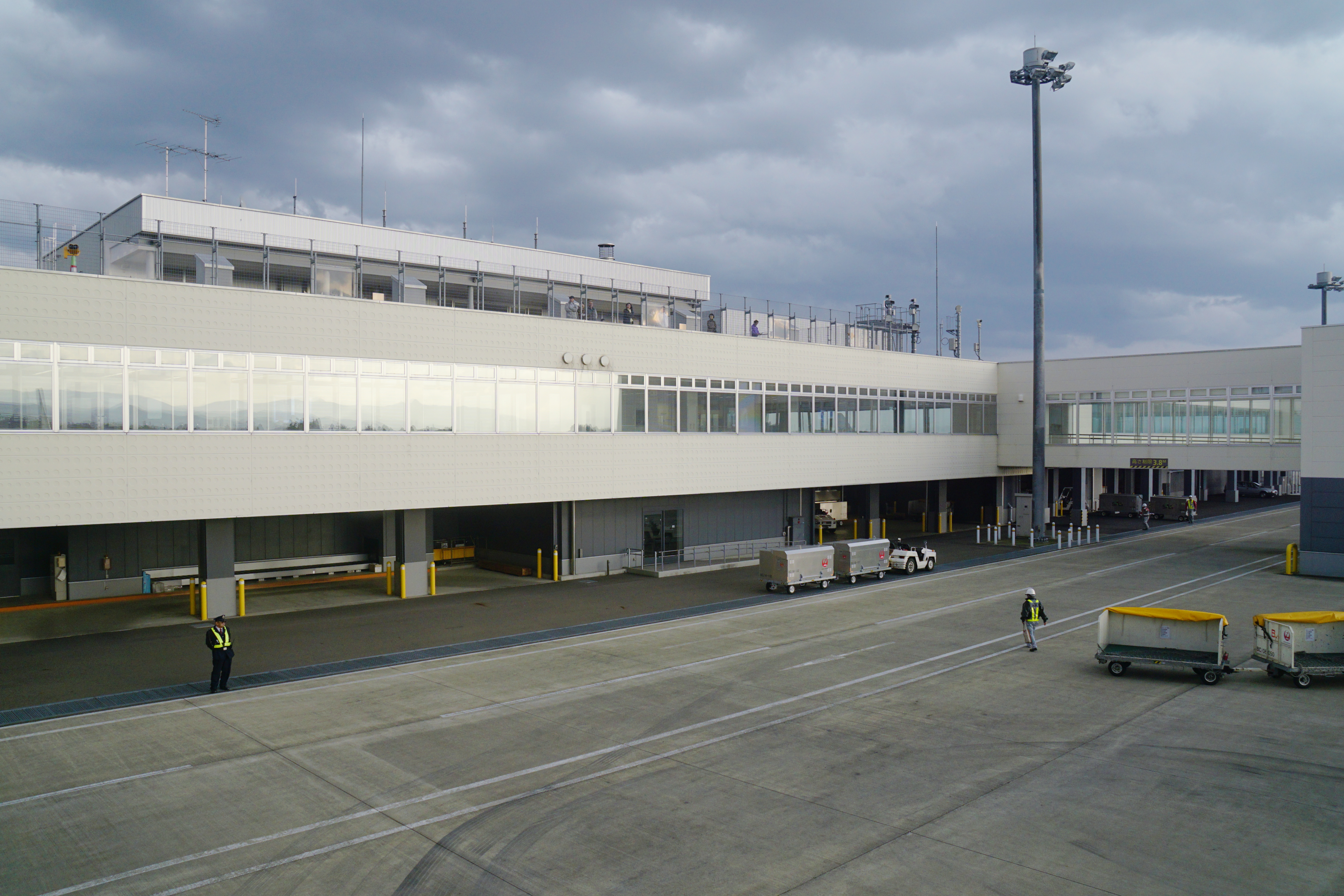
ターミナルビル（滑走路側）
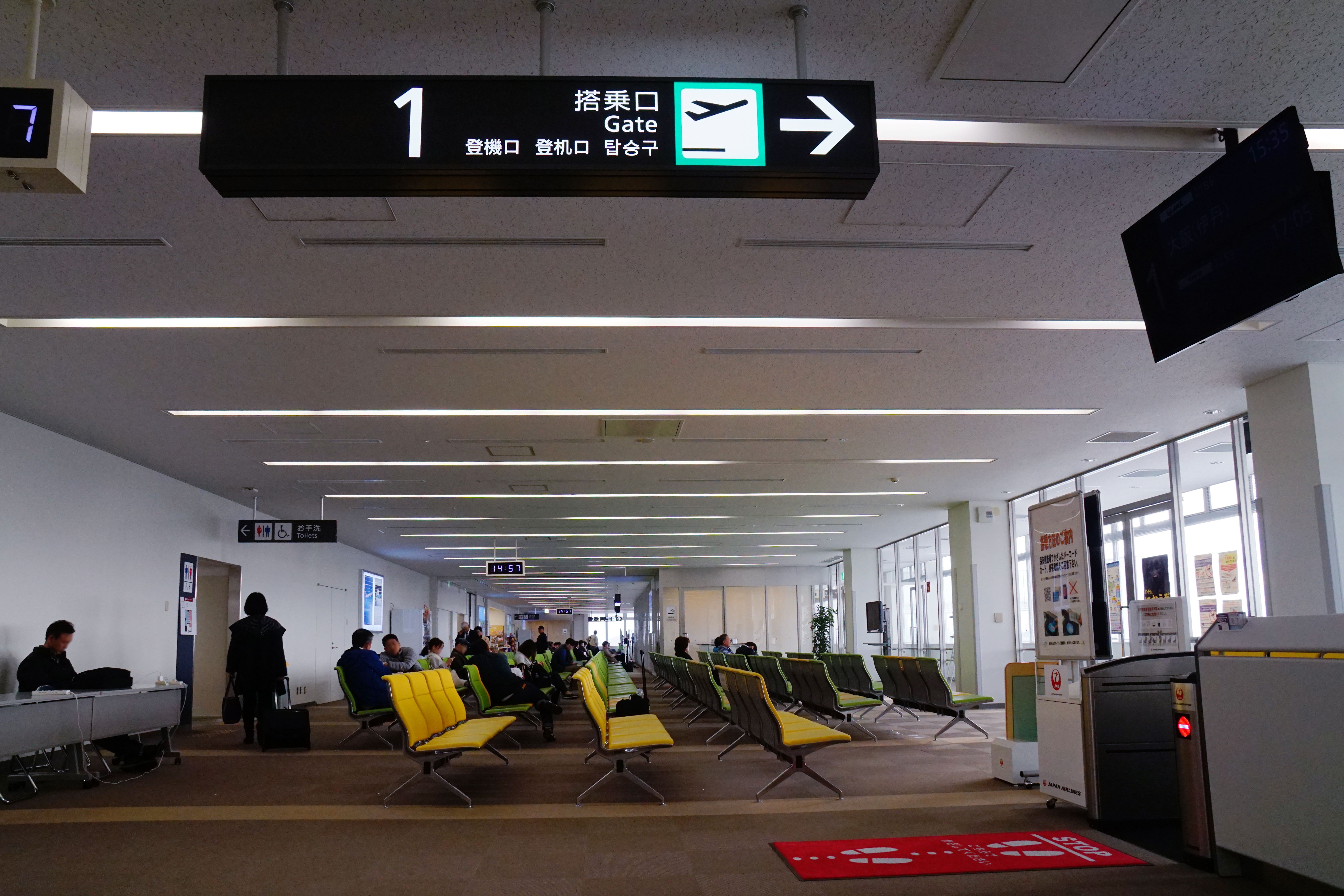
出発ロビー
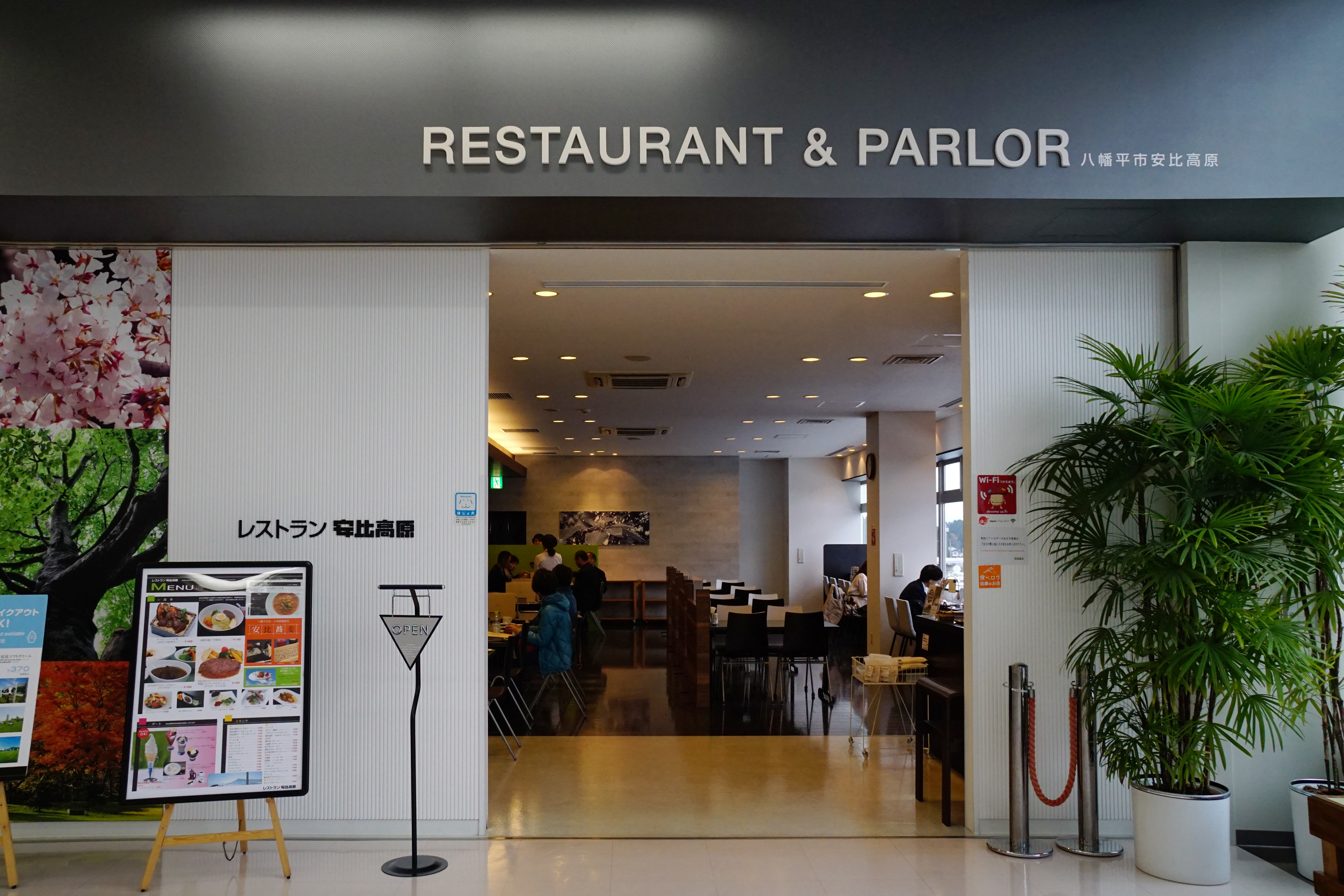
レストラン安比高原（2023年4月30日閉店[32]）
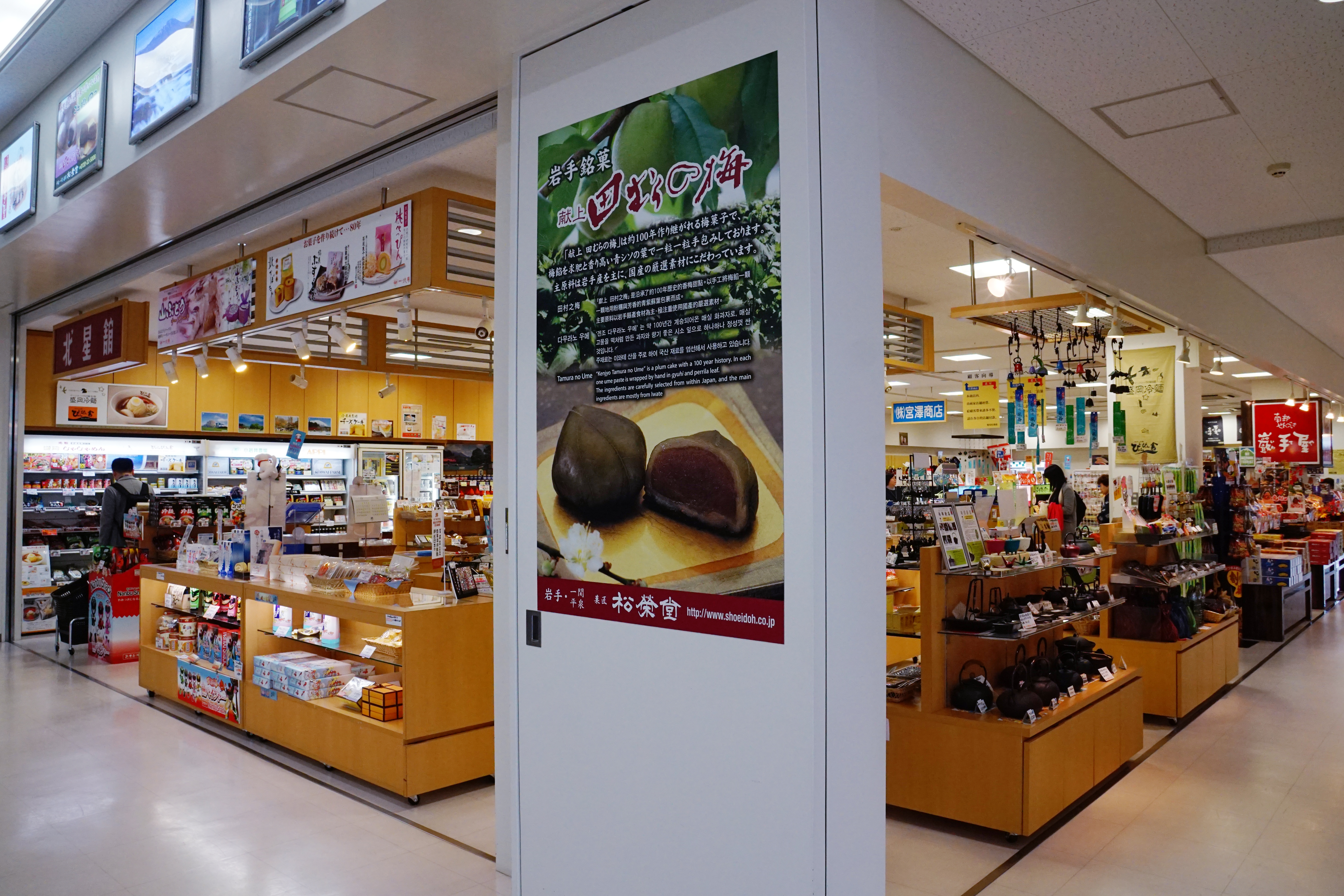
売店
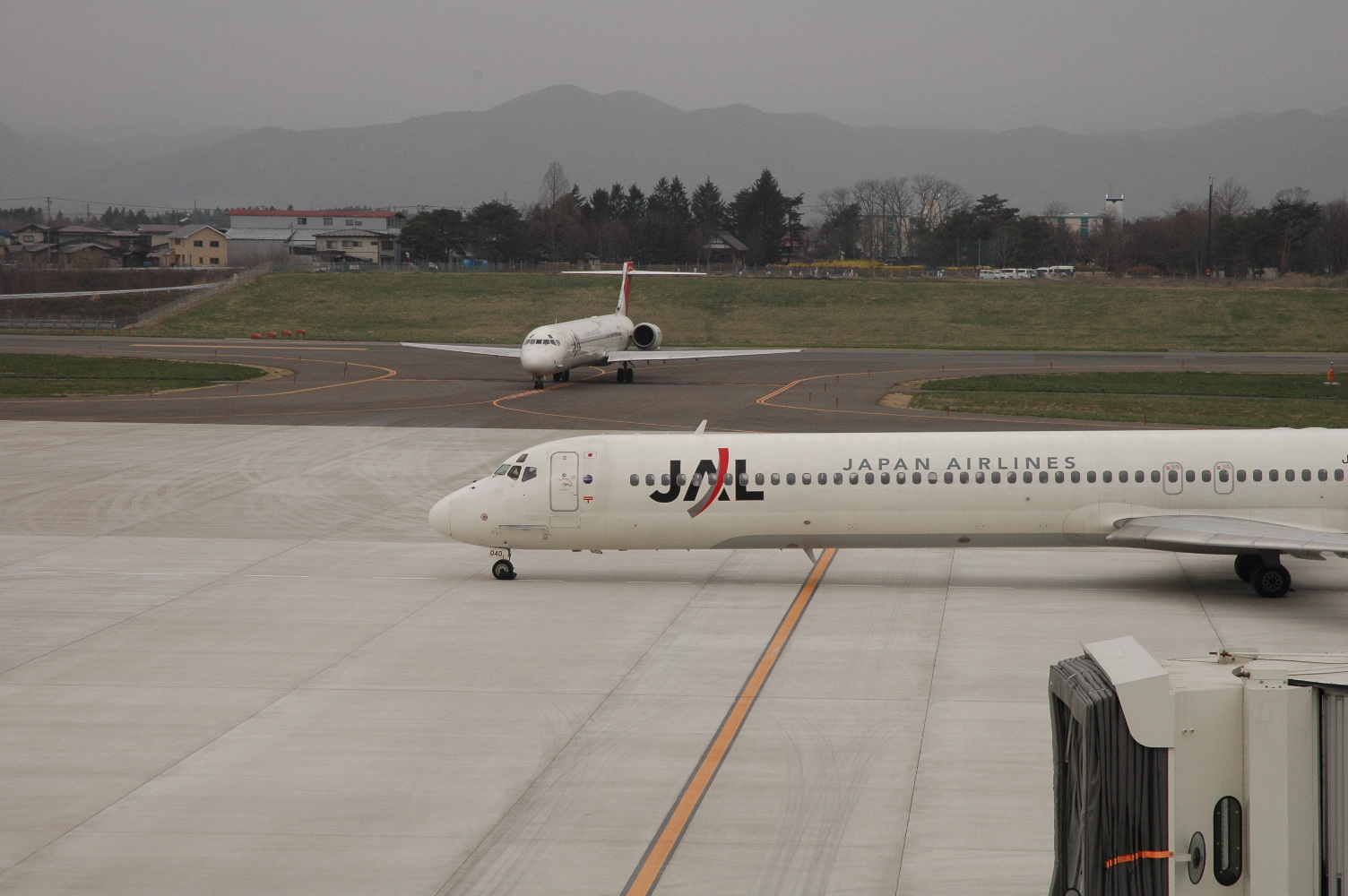
エプロン

#### 旧ターミナルビル
旧ターミナルビル時代は、長年ボーディングブリッジが1つしか設置されていなかったが、中型機就航に対応するため南側にボーディングブリッジを備えた中型機専用スポットを増設した。このスポットは小型機にも対応でき、同一時間帯の発着が発生した場合でもボーディングブリッジを使用することが可能になった。また、ビルの旅客玄関や車寄せ、駐車場などよりも低い位置にエプロンがある構造だったことから、1階に航空会社カウンター・搭乗待合室・バゲージクレーム・到着口・物販スペース・派出所といった空港の主要機能が集約され、建物内における旅客のフロア上下移動の必要性がほとんど無かった。2階にレストランやビル会社の事務所。3階（屋上）にはささやかながら航空機に関する資料展示スペースと、送迎デッキがあった。
現在は「花巻市交流会館」として再活用されており、花巻市観光協会、花巻市観光課、花巻市国際交流室の事務所、遊覧飛行搭乗者待合室などがあるほか、かつての搭乗待合室やバゲージクレームは観光情報コーナーや一般貸出可能な交流スペース、研修室などに改装されている。
なお、旧ターミナルビルが開館する以前に使用していた空港開港当初の建物が管制塔北側にあり、東邦航空や北日本航空の事務所として活用している。管制室の名残りが屋根上に残っている。
- 当時および現在の旧ターミナルの画像。

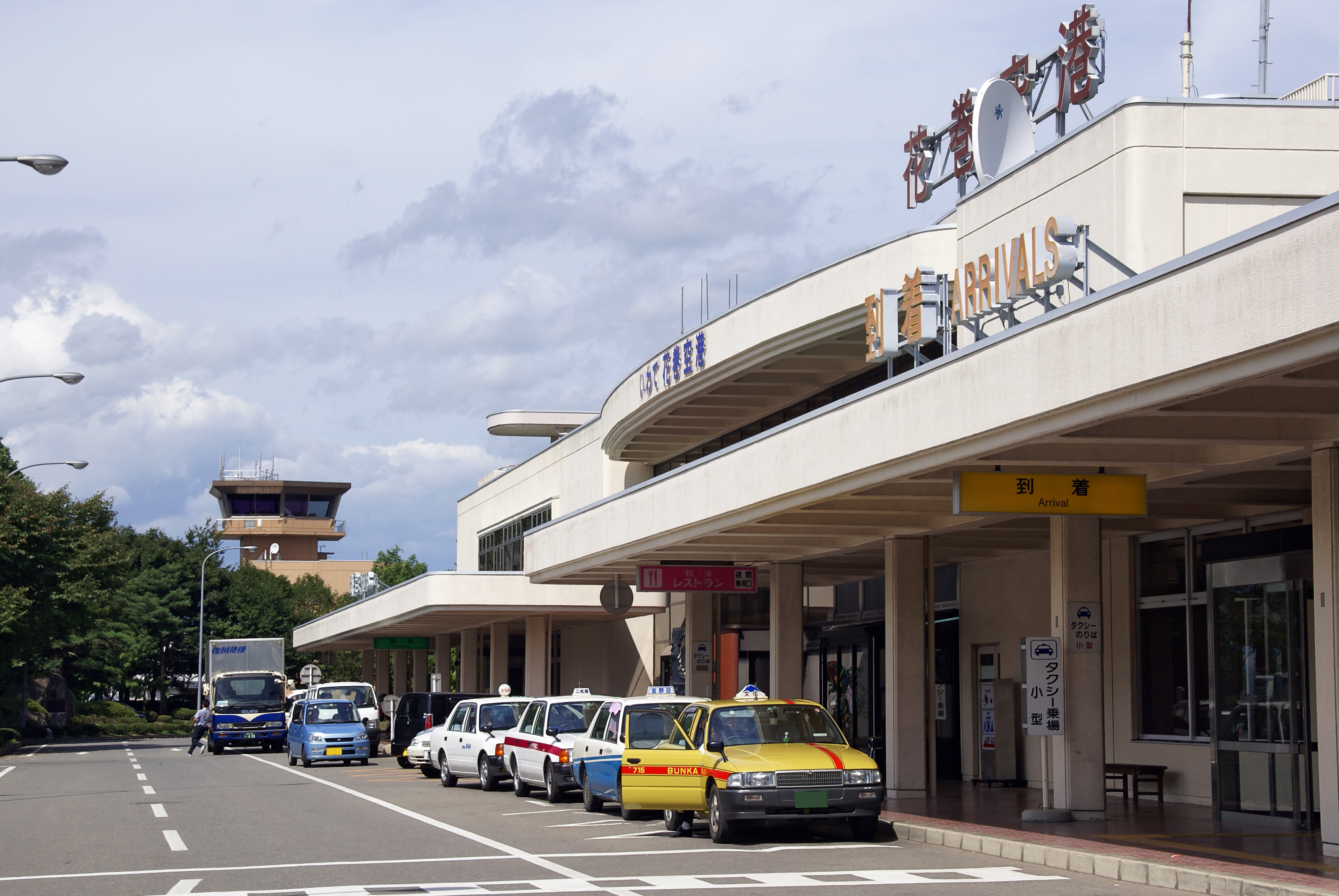
到着ロビー入口と管制塔（奥）
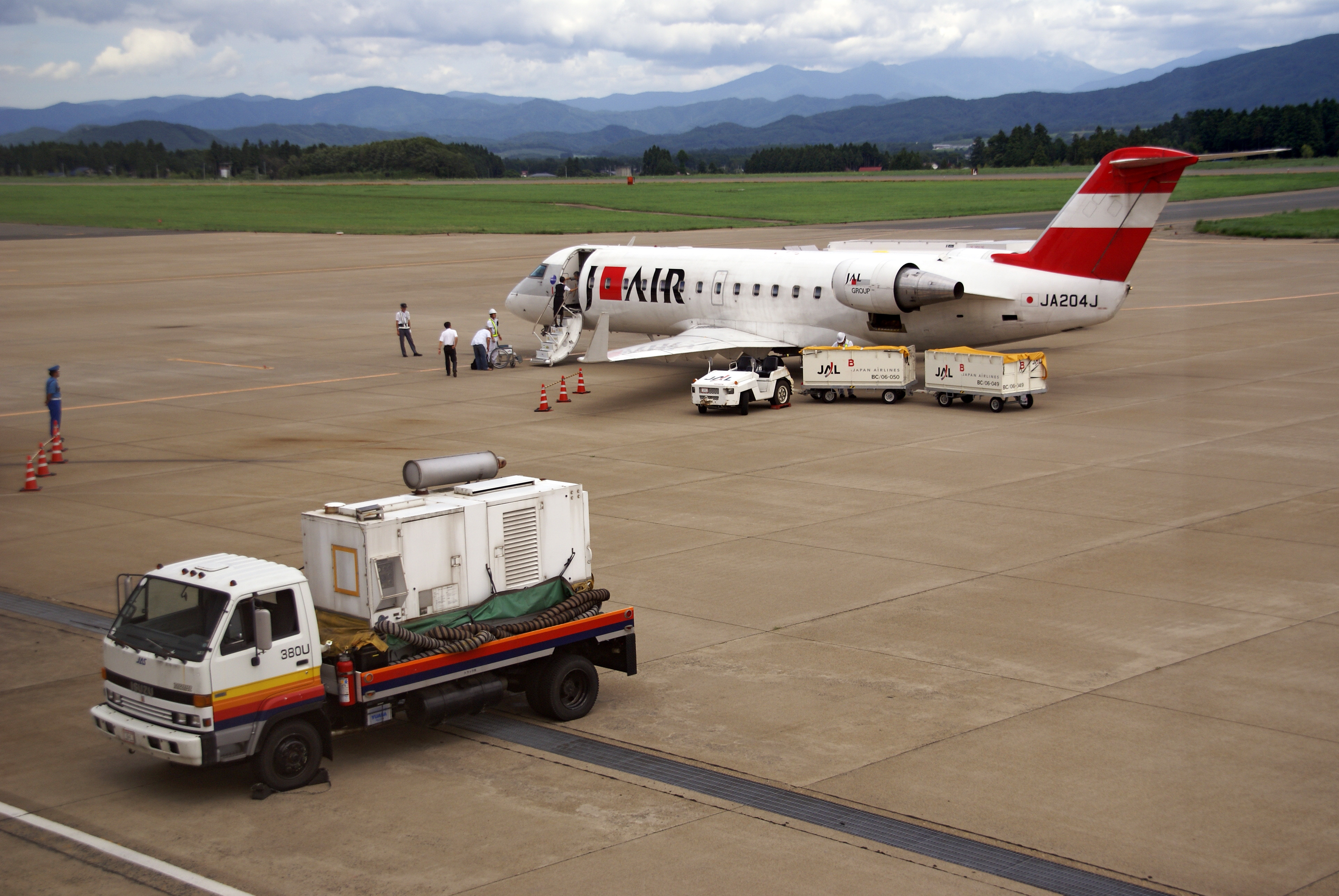
ローディングエプロン
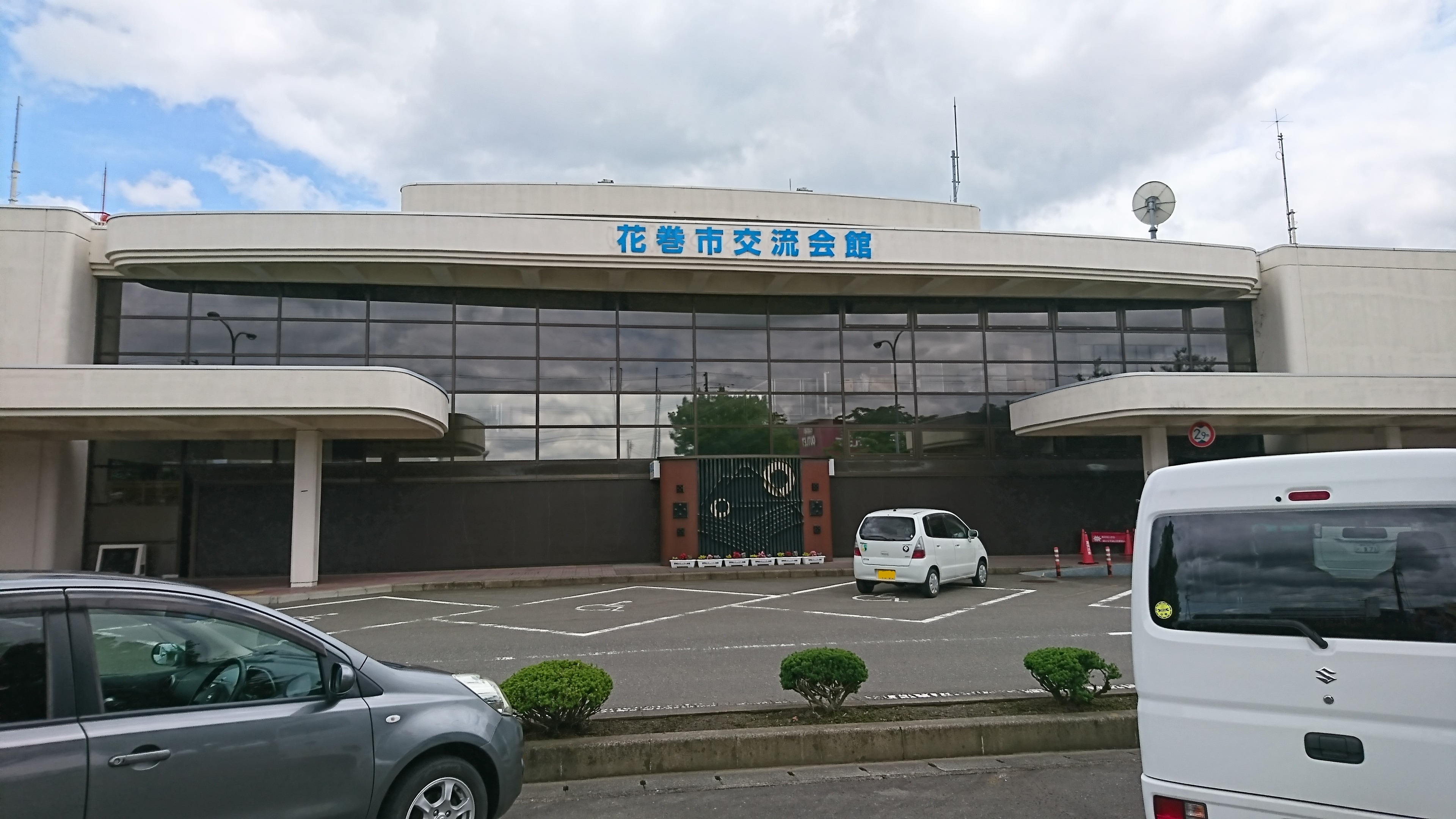
ターミナルを利用した現在の建物（花巻市交流会館）

## 就航路線

### 国内線
2024年4月1日現在。
| 航空会社                          | 就航地                                                   |
| --------------------------------- | -------------------------------------------------------- |
| 日本航空 (JAL) （ジェイエア運航） | 札幌/新千歳、大阪/伊丹、福岡                             |
| フジドリームエアラインズ (FDA)    | 名古屋/小牧、大阪/神戸、福岡(2025年10月26日より就航予定) |

#### 各航空会社の詳細
2024年現在、国内線は全ての路線でJALグループによる運航またはJALとのコードシェアとなっており、全日本空輸（ANA）及びANAグループによる運航便はコードシェアも含めて一つも無い。
- 日本航空（JAL）
  - 発着する全便を子会社のジェイエアが運航しており、機材は小型のエンブラエル E170で統一されている（大型のE190は投入されていない）。
  - 新千歳空港との路線が1日2往復、伊丹空港との路線が1日4往復、福岡空港との路線が1日1往復でそれぞれ運航されている。
- フジドリームエアラインズ（FDA）
  - 機材はエンブラエル E170またはエンブラエル E175。全てのフライトにおいて日本航空とのコードシェアを実施している。
  - 小牧空港との路線が1日3往復、神戸空港との路線が1日1往復でそれぞれ運航されている。名古屋路線は2011年5月21日から、神戸路線は2021年3月28日から運航されている。また、2025年10月26日からは、福岡路線が1日1往復で開設予定である。

#### かつての国内線定期便路線
- 東京/羽田[8]、新潟[8]、名古屋/中部、大阪/関西、那覇

### 国際線
2024年4月1日現在。
| 航空会社              | 就航地                 |
| --------------------- | ---------------------- |
| タイガーエア台湾 (IT) | 台北/桃園（週2便運航） |
| 中国東方航空 (MU)     | 上海/浦東（運休中）    |

#### 各航空会社の詳細
2024年現在、国際線は2路線が存在し、このうち運航されているのは1路線である。
- タイガーエア台湾
  - 2018年8月に台北/桃園路線の運航を開始した。新型コロナウイルス感染症のため2020年に一度運休になったものの、2023年5月に運航が再開され[41]、現在は水曜日・土曜日の週2往復のスケジュールで運航中。
  - 機材はエアバスA320ceoまたはエアバスA320neoとなっている。
- 中国東方航空
  - 2019年1月に上海/浦東路線の運航を開始した。台北線と同様に水曜日・土曜日の週2往復のスケジュールで運航していたが、新型コロナウイルス感染症のため2020年に運休になり、4年経過した現在でも運航再開には至っていない。
  - 機材はエアバスA320ceoを使用していた。

## 交通
道路では、空港の東側を通る県道294号がターミナルビルに近接しており、南側で国道4号（花巻東バイパス）および釜石自動車道 花巻空港インターチェンジと接続している。
なお、当空港の名を冠した東日本旅客鉄道（JR東日本）東北本線の花巻空港駅は、空港ターミナルビルから約4 km離れている。

### 路線バス

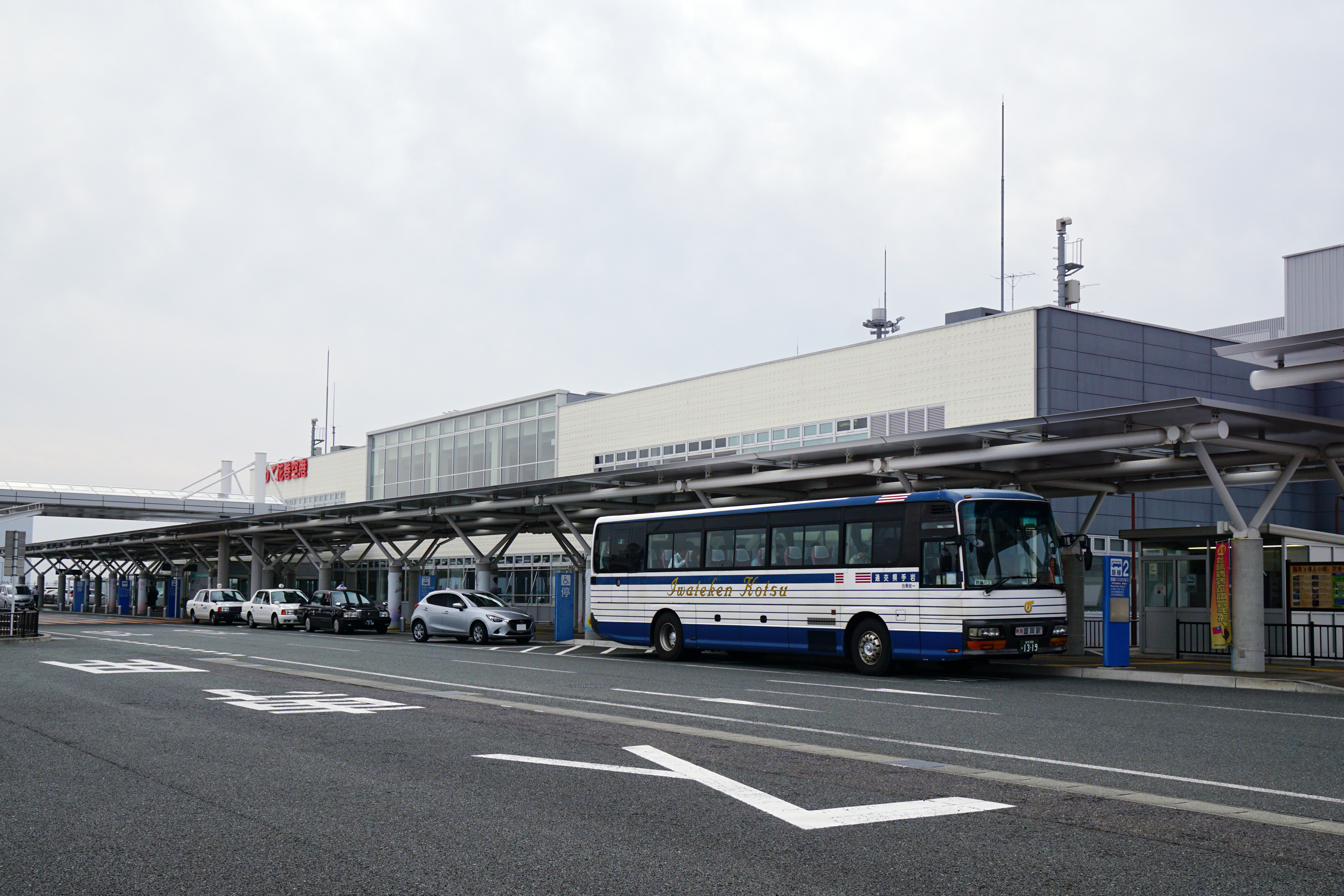
空港アクセスバス

※東日本交通運行路線を除くすべての路線では交通系ICカードも利用可。詳細はリンクを参照。
- 岩手県交通
  - 花巻空港線（盛岡バスセンター・盛岡駅 - 花巻空港駅 - 花巻空港）
    - かつては盛岡駅で接続する、いわて銀河鉄道線や106急行バス・久慈こはく号（岩手県北自動車）をセットにした割引乗車券を設定していたが、現在では販売を終了している。

  - 石鳥谷線（花北1～3） 宮野目バス停
    - 北上駅前と石鳥谷間を国道4号を経由して結ぶ路線バス[石鳥谷線]の「宮野目」バス停より旅客ターミナルまで約2 km。空港西側にあり地下道を抜け東側に回る。北上駅前・花巻駅前・（宮野目）・二枚橋（空港駅から最短）・石鳥谷駅前などに停車し、毎時1本程度運行。現在、空港線バス以外の公共交通機関では最も空港に近い。
- 花巻市コミュニティバス（東和町総合サービス公社へ委託）
  - 大迫花巻線（花巻駅 - 花巻空港 - 新花巻駅 - 大迫中学校）
    - 岩手県交通の廃止代替路線として運行開始。既存区間に当空港と田力地区を加えることで花巻駅および新花巻からの利便性が向上した[42][43]。花巻駅 - 花巻空港を結ぶ路線が復活したのは12年ぶりである[44]。
- 東日本交通
  - 花巻空港シャトルバス（北上駅東口 - 北上工業団地 - 花巻空港）
- 岩手県北自動車
  - 安比エアポートライナー（花巻空港 - 安比高原）
    - 冬季のみ運行。

## 備考
- 岩手県防災航空隊、岩手県警察航空隊の基地、民間ヘリコプター会社の事務所も構えられている。そのため岩手宮城内陸地震の際には、防災ヘリ等が集中し、一時、燃料タンクの備蓄が激減し問題となった。
- 花巻空港は特に冬になると西から吹く横風が強くなり、着陸が難しくなる空港である。前述した日本エアシステム451便着陸失敗事故など、過去にはウインドシアに起因する事故も起きている。
- マスコットキャラクター「はなっぴー」は、新ターミナル併用開始に合わせて誕生した当空港のイメージキャラクターで、デザインと名前は一般公募によって選ばれた。ピンク色の航空機型の帽子をかぶった白い雲の体に赤い花を持った愛らしいデザインが特徴。名前は「はな」と「ハッピー」を組み合わせた造語となっている。
- 手荷物受取所では、旅客の荷物と一緒に盛岡市の名物「盛岡冷麺」をPRする巨大模型がベルトコンベアを流れてくる。